# Olympische Sommerspiele 1936/Leichtathletik – Hochsprung (Männer)

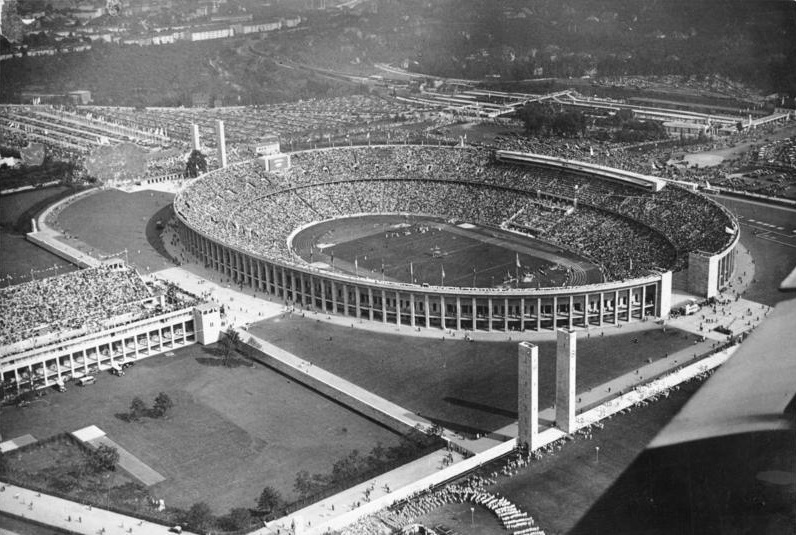
Das Olympiastadion in Berlin

Der Hochsprung der Männer bei den Olympischen Spielen 1936 in Berlin wurde am 2. August 1936 im Olympiastadion Berlin ausgetragen. Vierzig Athleten nahmen teil.
Die US-Mannschaft konnte einen Dreifach-Sieg verbuchen. Cornelius Johnson gewann die Goldmedaille, Silber ging an Dave Albritton und Bronze an Delos Thurber.

## Rekorde

### Bestehende Rekorde
| Weltrekord         | 2,07 m | Cornelius Johnson ( USA)    | New York, USA | 12. Juli 1936 |
| Weltrekord         | 2,07 m | Dave Albritton ( USA)       | New York, USA | 12. Juli 1936 |
| Olympischer Rekord | 1,98 m | Finale OS Paris, Frankreich | 7. Juli 1924  |               |

### Rekordverbesserung
Der US-amerikanische Olympiasieger Cornelius Johnson verbesserte den bestehenden olympischen Rekord im Finale am 2. August um fünf Zentimeter auf 2,03 m. Zum Weltrekord, den er selber mit in Besitz hatte, fehlten vier Zentimeter.

## Durchführung des Wettbewerbs
Die Athleten begannen mit einer Qualifikationsrunde in zwei Gruppen. Die Springer, die die hier geforderten 1,85 m überspringen konnten – hellblau unterlegt –, waren für das Halbfinale qualifiziert. Im Halbfinale mussten 1,94 m überquert werden, um das Finale zu erreichen, was neun Wettbewerbern – wiederum hellblau unterlegt – gelang. Alle drei Teilwettkämpfe fanden am 2. August statt.

## Legende
Kurze Übersicht zur Bedeutung der Symbolik – so üblicherweise auch in sonstigen Veröffentlichungen verwendet:
| – | verzichtet                            |
| o | übersprungen                          |
| x | ungültig                              |
| r | Wettkampf nicht fortgesetzt (retired) |

## Qualifikation
2. August 1936, 10:30 Uhr

Wetterbedingungen: bedeckt, 18 °C, Windgeschwindigkeit ca. 1,6 m/s.

### Gruppe 1
| Platz | Name               | Nation           | 1,60 m | 1,70 m | 1,80 m | 1,85 m | Höhe   |
| ----- | ------------------ | ---------------- | ------ | ------ | ------ | ------ | ------ |
| 1     | Dave Albritton     | USA              | –      | o      | o      | o      | 1,85 m |
| 1     | Günther Gehmert    | Deutsches Reich  | –      | o      | o      | o      | 1,85 m |
| 1     | Jerzy Pławczyk     | Polen            | o      | o      | o      | o      | 1,85 m |
| 1     | Yada Kimio         | Japan            | o      | o      | o      | o      | 1,85 m |
| 1     | Mihály Bodosi      | Ungarn           | o      | o      | o      | o      | 1,85 m |
| 1     | Veikko Peräsalo    | Finnland         | –      | o      | xo     | o      | 1,85 m |
| 1     | Reindert Brasser   | Niederlande      | o      | o      | o      | xo     | 1,85 m |
| 1     | Aksel Kuuse        | Estland          | –      | xo     | o      | xo     | 1,85 m |
| 1     | Simeon Toribio     | Philippinen      | o      | o      | o      | xo     | 1,85 m |
| 1     | Poul Otto          | Dänemark         | o      | o      | o      | xxo    | 1,85 m |
| 11    | Alfredo Mendes     | Brasilien        | –      | –      | o      | xxx    | 1,80 m |
| 11    | Svend Aage Thomsen | Dänemark         | o      | o      | xo     | xxx    | 1,80 m |
| 11    | Robert Kennedy     | Großbritannien   | –      | o      | xo     | xxx    | 1,80 m |
| 14    | Stan West          | Großbritannien   | –      | o      | x–     | r      | 1,70 m |
| 14    | Fritz Neuruhrer    | Österreich       | o      | o      | xxx    |        | 1,70 m |
| 14    | Břetislav Krátký   | Tschechoslowakei | o      | o      | xxx    |        | 1,70 m |
| 14    | Hans Mohr          | Jugoslawien      | o      | o      | xxx    |        | 1,70 m |
| 14    | Zdeněk Sobotka     | Tschechoslowakei | o      | o      | xxx    |        | 1,70 m |
| 14    | Hans Martens       | Deutsches Reich  | –      | xo     | xxx    |        | 1,70 m |

### Gruppe 2
| Platz | Name                  | Nation                | 1,60 m | 1,70 m | 1,80 m | 1,85 m | Höhe   |
| ----- | --------------------- | --------------------- | ------ | ------ | ------ | ------ | ------ |
| 1     | Kalevi Kotkas         | Finnland              | –      | o      | –      | o      | 1,85 m |
| 1     | Gustav Weinkötz       | Deutsches Reich       | –      | –      | o      | o      | 1,85 m |
| 1     | Asakuma Yoshirō       | Japan                 | o      | –      | o      | o      | 1,85 m |
| 1     | Joseph Haley          | Kanada                | –      | o      | o      | o      | 1,85 m |
| 1     | Rudolf Eggenberg      | Schweiz               | –      | o      | o      | o      | 1,85 m |
| 1     | Cornelius Johnson     | USA                   | o      | o      | o      | o      | 1,85 m |
| 1     | Delos Thurber         | USA                   | o      | o      | o      | o      | 1,85 m |
| 1     | Åke Ödmark            | Schweden              | o      | o      | o      | o      | 1,85 m |
| 1     | Lauri Kalima          | Finnland              | –      | o      | –      | xo     | 1,85 m |
| 1     | Jack Metcalfe         | Australien            | o      | o      | o      | xo     | 1,85 m |
| 1     | Tanaka Hiroshi        | Japan                 | o      | o      | o      | xo     | 1,85 m |
| 1     | Edwin Thacker         | Südafrikanische Union | –      | xo     | o      | xo     | 1,85 m |
| 13    | Ícaro Mello           | Brasilien             | –      | o      | o      | xxx    | 1,80 m |
| 13    | Jack Newman           | Großbritannien        | o      | o      | o      | xxx    | 1,80 m |
| 13    | Gerard Carlier        | Niederlande           | o      | xo     | o      | xxx    | 1,80 m |
| 13    | Edvard Natvig         | Norwegen              | o      | o      | xo     | xxx    | 1,80 m |
| 13    | Sigurður Sigurðsson   | Island                | o      | o      | xxo    | xxx    | 1,80 m |
| 13    | Fritz Flachberger     | Österreich            | o      | o      | xxo    | xxx    | 1,80 m |
| 19    | Konstantinos Pantazis | Griechenland          | o      | o      | xxx    |        | 1,70 m |
| 19    | Karol Hoffmann        | Polen                 | o      | o      | xxx    |        | 1,70 m |
| 19    | Wu Bixian             | China                 | o      | o      | xxx    |        | 1,70 m |

## Halbfinale
2. August 1936, 15:00 Uhr

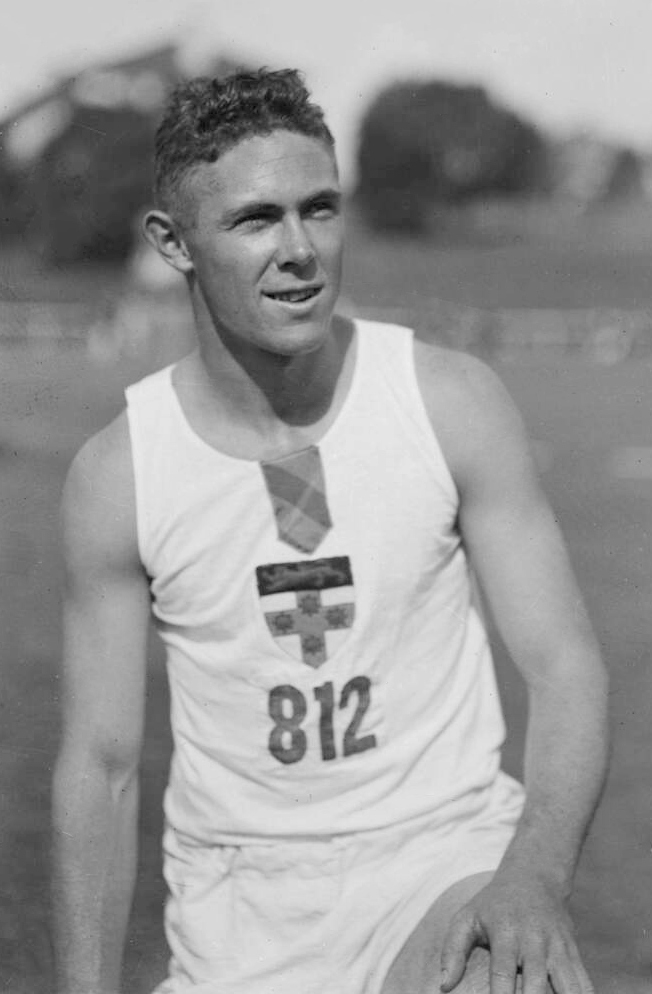
Jack Metcalfe – ausgeschieden im Halbfinale mit 1,85 m

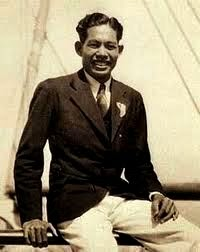
Simeon Toribio – 1932 Bronzemedaillengewinner – ausgeschieden im Halbfinale mit 1,85 m

Wetterbedingungen: bedeckt, 18 bis 19 °C, Windgeschwindigkeit bei ca. 2,3 m/s.
| Platz | Name              | Nation                | 1,70 m | 1,80 m | 1,85 m | 1,90 m | 1,94 m | Höhe   |
| ----- | ----------------- | --------------------- | ------ | ------ | ------ | ------ | ------ | ------ |
| 1     | Dave Albritton    | USA                   | o      | xo     | o      | o      | o      | 1,94 m |
| 1     | Cornelius Johnson | USA                   | o      | o      | o      | o      | o      | 1,94 m |
| 1     | Tanaka Hiroshi    | Japan                 | o      | o      | o      | o      | o      | 1,94 m |
| 1     | Delos Thurber     | USA                   | o      | –      | o      | o      | o      | 1,94 m |
| 1     | Yada Kimio        | Japan                 | o      | o      | o      | o      | o      | 1,94 m |
| 6     | Asakuma Yoshirō   | Japan                 | o      | o      | o      | o      | xo     | 1,94 m |
| 6     | Lauri Kalima      | Japan                 | o      | o      | o      | o      | xo     | 1,94 m |
| 8     | Kalevi Kotkas     | Finnland              | –      | o      | –      | o      | xxo    | 1,94 m |
| 8     | Gustav Weinkötz   | Deutsches Reich       | o      | o      | xo     | o      | xxo    | 1,94 m |
| 10    | Günther Gehmert   | Deutsches Reich       | –      | xo     | o      | xxo    | xxx    | 1,90 m |
| 10    | Aksel Kuuse       | Estland               | o      | o      | o      | xxo    | xxx    | 1,90 m |
| 12    | Reindert Brasser  | Niederlande           | o      | o      | o      | xxx    |        | 1,85 m |
| 12    | Joseph Haley      | Kanada                | –      | xo     | o      | xxx    |        | 1,85 m |
| 12    | Jack Metcalfe     | Australien            | o      | o      | o      | xxx    |        | 1,85 m |
| 12    | Åke Ödmark        | Schweden              | o      | o      | o      | xxx    |        | 1,85 m |
| 12    | Edwin Thacker     | Südafrikanische Union | o      | o      | o      | xxx    |        | 1,85 m |
| 12    | Simeon Toribio    | Philippinen           | o      | xo     | o      | xxx    |        | 1,85 m |
| 12    | Poul Otto         | Dänemark              | o      | xo     | o      | xxx    |        | 1,85 m |
| 12    | Mihály Bodosi     | Ungarn                | o      | o      | xxo    | xxx    |        | 1,85 m |
| 12    | Rudolf Eggenberg  | Schweiz               | –      | o      | xxo    | xxx    |        | 1,85 m |
| 12    | Veikko Peräsalo   | Finnland              | xo     | o      | xxo    | xxx    |        | 1,85 m |
| 22    | Jerzy Pławczyk    | Polen                 | o      | o      | xxx    |        |        | 1,80 m |

## Finale
2. August 1936, 17:30 Uhr

Wetterbedingungen: bedeckt, 18 bis 19 °C, Rückenwind bei ca. 2,3 m/s.
| Platz | Name              | Nation          | 1,97 m | 2,00 m | 2,03 | 2,08 m | Höhe   | Anmerkung                                                         |
| ----- | ----------------- | --------------- | ------ | ------ | ---- | ------ | ------ | ----------------------------------------------------------------- |
| 1     | Cornelius Johnson | USA             | o      | o      | o    | xxx    | 2,03 m | OR                                                                |
| 2     | Dave Albritton    | USA             | xo     | xxo    | xxx  |        | 2,00 m | 1,97 m im Stechen mit Thurber und Kotkas                          |
| 3     | Delos Thurber     | USA             | o      | xo     | xxx  |        | 2,00 m | 1,95 m im Stechen mit Albritton und Kotkas                        |
| 4     | Kalevi Kotkas     | Finnland        | o      | xxo    | xxx  |        | 2,00 m | ogV im Stechen mit Albritton und Thurber                          |
| 5     | Yada Kimio        | Japan           | o      | xxx    |      |        | 1,97 m |                                                                   |
| 6     | Asakuma Yoshirō   | Japan           | xxx    |        |      |        | 1,94 m | Stechen zwischen Kalima, Asakuma, Tanaka und Weinkötz abgebrochen |
| 6     | Lauri Kalima      | Finnland        | xxx    |        |      |        | 1,94 m | Stechen zwischen Kalima, Asakuma, Tanaka und Weinkötz abgebrochen |
| 6     | Tanaka Hiroshi    | Japan           | xxx    |        |      |        | 1,94 m | Stechen zwischen Kalima, Asakuma, Tanaka und Weinkötz abgebrochen |
| 6     | Gustav Weinkötz   | Deutsches Reich | xxx    |        |      |        | 1,94 m | Stechen zwischen Kalima, Asakuma, Tanaka und Weinkötz abgebrochen |

Topfavorit war der US-amerikanische Weltrekord-Mitinhaber Cornelius Johnson. Auch der zweite Weltrekordler Dave Albritton – beide hatten 2,07 m übersprungen – war in Berlin dabei. Johnson übersprang als einziger die olympische Rekordhöhe von 2,03 m und gewann damit die Goldmedaille. An der neuen Weltrekordhöhe von 2,08 m scheiterte er jedoch.
Da es noch keine Mehrversuchs- oder Fehlversuchsregel gab, musste um die Plätze zwei bis vier ein Stechspringen zwischen Albritton, Kalevi Kotkas und Delos Thurber entscheiden. Die Latte wurde auf 2,00 Meter gelegt, doch keiner der Springer konnte diese Höhe überqueren. Anschließend versuchten sich die Athleten an 1,95 m. Albritton und Thurber schafften die Höhe, Kotkas riss und belegte damit Rang vier. Bei 1,97 m riss Thurber die Latte, während Albritton die Höhe überwand und sich damit Silber sicherte. Nach heutigen Regeln wäre Thurber Zweiter gewesen, Kotkas und Albritton hätten sich Bronze geteilt.
Auch um die Plätze sechs bis neun wurde ein Stechspringen ausgetragen. Die beiden Japaner Asakuma Yoshiro und Tanaka Hiroshi trafen auf den Deutschen Gustav Weinkötz und den Lauri Finnen Kalima. Die Höhe von 1,97 m wurde von keinem der Springer überquert. Man einigte sich darauf, das Stechen abzubrechen und alle Springer auf Platz sechs zu werten.
Zu einem durch die Ideologie der Nationalsozialisten bedingten rassistischen Eklat kam es, als die Siegerehrung vorgenommen werden sollte. Adolf Hitler verweigerte dem afro-amerikanischen Goldmedaillengewinner Cornelius Johnson den Handschlag. Das IOC forderte Hitler auf, entweder allen Siegern zu gratulieren oder niemandem. Hitler entschied sich dafür, zukünftig keine Gratulationen im Stadion vorzunehmen. Später wurde fälschlicherweise berichtet, Hitler habe dem vierfachen Olympiasieger Jesse Owens den Handschlag verweigert. Tatsächlich hatte es sich um Cornelius Johnson gehandelt, was diese Handlung allerdings keineswegs in einem besseren Licht erscheinen lässt.
Cornelius Johnson gewann im zehnten olympischen Finale die neunte Goldmedaille für die USA.

Von den bislang vergebenen dreißig Hochsprungmedaillen gewannen US-Athleten alleine neunzehn.

## Videolinks
- Das Hochsprungfinale bei den Olympischen Spielen 1936 in Berlin, youtube.com, abgerufen am 15. Juli 2021
- 1936, High Jump, Men, Olympic Games, Berlin, youtube.com, abgerufen am 15. Juli 2021
- Babe Didrikson at Los Angeles 1932, Epic Olympic Moments, youtube.com, abgerufen am 15. Juli 2021
- Berlin 1936 - Olympics - Olympia - broad-, high- & triple jump - Weitsprung, Hochsprung, Dreisprung, Bereich 0:30 min bis 1:07 min, youtube.com, abgerufen am 15. Juli 2021